# مغالطة السبب الأحادي
مغالطة السبب الأحادي، وتعرف أيضاً باسم الدافع المركب أو التبسيط المفرط السببي أو التبسيط السببي أو مغالطة الاختزال ، جميعها مصطلحات تدل على مغالطة السبب المشكوك فيه، والتي تحدث عندما يزعم المرء وجود سببٍ واحد وبسيط لنتيجة معينة، بينما يوجد في الواقع عدد من الشروط الكافية المجتمعة سوية والمسببة لحدوث هذه النتيجة.
ويمكن إعطاء مثال منطقي عن هذه المغالطة: إذا سبب X وقوع الحدث Y، فهذا يعني أن X هو العامل الوحيد المسبب لحدوث Y (بينما يقع الحدث Y جراء عدد من الأسباب كـ A وB وC وغيرها...).
التبسيط المفرط السببي هو نوع من مغالطة المأزق المفتعل، حيث يهمل المرء مجموعة مترابطة من الاحتمالات المقترنة مع بعضها. وبمعنى آخر، يفترض المرء أن الأسباب وراء وقوع حدث ما هي إما A أو B أو C، ولا يأخذ في عين الاعتبار أن جميعها أو جزءاً منها (كأن نقول A وB فقط) هي الأسباب وراء وقوع الحدث.

## أمثلة
عند وقوع كارثة أو مأساة معينة، غالباً ما يُطرح التساؤل التالي: “ما سبب وقوع هذه الكارثة؟”. تفترض طريقة التساؤل هذه وجود سبب وحيد أدى إلى وقوع هذه الكارثة، بينما يكون سبب وقوعها وجود عددٍ كبير من العوامل في أغلب الأوقات. وإن وضعنا قائمة بالعوامل المؤدية لوقوع هذه الحادثة، فمن الجدير بالاهتمام التحقق من العامل الأقوى والأكثر احتمالاً، أو السبب الوحيد المتضمن لهذه الأسباب. يمكننا إدراك حاجة المرء لتبسيط الأسباب المؤدية لوقوع الأحداث، فذلك ما يجعل من تفسير الحادثة أمراً عملياً، مما يعطي السلطات المسؤولة القدرة على اتخاذ الإجراءات.
فعقب وقوع حادثة إطلاق نار في مدرسة ما على سبيل المثال، يجادل المحررون في الصحف والمجلات إن كان سبب الحادثة هو التربية السيئة التي تلقاها مُطلق النار، أو إذا كان السبب هو العنف الموجود في وسائل الإعلام، أو الضغط الذي يتعرض له الطلاب، أو إمكانية الوصول إلى الأسلحة وشرائها عموماً. في الواقع، ربما ساهمت مجموعة كبيرة ومتعددة من الأسباب –من ضمنها الأسباب السابقة –في وقوع هذه الحادثة. وبشكل مشابه، تدعي شركات صناعة الموسيقى أن تطبيقات مشاركة الملفات التي تعتمد على شبكة نظير بنظير Peer – to – Peer هي السبب وراء انخفاض أرباح المبيعات، بينما هناك عوامل عديدة ورئيسية جراء انخفاض الأرباح هذا، كالنمو المتزايد لسوق ألعاب الفيديو أو الكساد الاقتصادي.
هناك مثال علمي بارز يوضح ما سيحصل إذا تعرفنا على هذا النوع من المغالطات وحللناه، وهذا المثال هو تطور اقتصاديات نظرية كوز. في علم الأعصاب مثلاً، هناك دليل على وقوع هذه المغالطة عندما يقوم عالم ما بتحفيز منطقة معينة من الدماغ كهربائياً، ويلاحظ الأثر الناتج (فلنفترض مثلاً أن المريض يومض عينيه)، سيفترض العالم وقتها أن تلك المنطقة من الدماغ كافية لحصول حركة العينين (جوهر الومض) بدلاً من كونها ضرورية فحسب لحصول الحركة.